# Mailleroncourt-Charette
Mailleroncourt-Charette ist eine Gemeinde im französischen Département Haute-Saône in der Region Bourgogne-Franche-Comté.

## Geographie
Mailleroncourt-Charette liegt auf einer Höhe von 250 m über dem Meeresspiegel, vier Kilometer nordnordwestlich von Saulx und etwa 14 Kilometer nordnordöstlich der Stadt Vesoul (Luftlinie). Das Dorf erstreckt sich im zentralen Teil des Departements, im Norden des Beckens von Saulx, an der Mündung des Ruisseau de Meurcourt in den Durgeon, südlich der Höhen des Mont Vaulot.
Die Fläche des 10,60 km² großen Gemeindegebiets umfasst einen Abschnitt im Bereich des Beckens von Saulx. Von Osten nach Westen wird das Gebiet von der Talniederung des Durgeon durchquert. Das Flusstal ist zunächst in die umgebenden Plateaus eingeschnitten, bevor es sich bei Mailleroncourt-Charette aufweitet. Hier liegt die Alluvialniederung durchschnittlich auf 245 m und weist eine Breite von maximal einem Kilometer auf. Von Norden her nimmt der Durgeon auf dem Gemeindegebiet drei Seitenbäche auf, deren Täler ebenfalls tief in die Umgebung eingesenkt sind: Ruisseau de la Cude, Ruisseau d'Origer und Ruisseau de Meurcourt. Sie werden an mehreren Orten zu Weihern aufgestaut.
Südöstlich des Dorfes befindet sich die Hochfläche von Les Raichaines mit dem Point du Jour (312 m). Landwirtschaftliche Nutzung herrscht hier vor. Nach Norden erstreckt sich das Gemeindeareal auf die dicht bewaldeten Höhen von Bois Narbot, Bois Junot und Bois des Landres. Mit 360 m wird im Bois Narbot die höchste Erhebung von Mailleroncourt-Charette erreicht. In geologisch-tektonischer Hinsicht besteht das Gelände aus einer Wechsellagerung von sandig-mergeligen und kalkigen Sedimenten, die während der Lias (Unterjura) abgelagert wurden. An einigen Orten tritt auch Buntsandstein und Muschelkalk aus der Trias zutage.
Zu Mailleroncourt-Charette gehören neben dem eigentlichen Ort folgende Weilersiedlungen:
- La Goutte (280 m) am östlichen Talhang des Durgeon
- Les Landres (319 m) auf der Höhe nördlich des Durgeon-Tals

Nachbargemeinden von Mailleroncourt-Charette sind Meurcourt, Villers-lès-Luxeuil und Visoncourt im Norden, Servigney im Osten, Saulx im Süden sowie La Villeneuve-Bellenoye-et-la-Maize im Westen.

## Geschichte
Durch das Gemeindegebiet führte der römische Verkehrsweg von Besançon nach Luxeuil. Erstmals urkundlich erwähnt wird Mailleroncourt im Jahr 1292. Im Mittelalter gehörte das Dorf zur Freigrafschaft Burgund und darin zum Gebiet des Bailliage d’Amont. Die lokale Herrschaft hatte die Adelsfamilie Charette inne, die zu Beginn des 16. Jahrhunderts erlosch. Um eine Verwechslung mit der Gemeinde Mailleroncourt-Saint-Pancras zu vermeiden, wurde der Familienname an den Ortsnamen angehängt. Zusammen mit der Franche-Comté gelangte Mailleroncourt-Charette mit dem Frieden von Nimwegen 1678 definitiv an Frankreich. Heute ist Mailleroncourt-Charette Mitglied des 17 Ortschaften umfassenden Gemeindeverbandes Communauté de communes du Pays de Saulx.

## Sehenswürdigkeiten
Die Dorfkirche von Mailleroncourt-Charette wurde 1909 neu erbaut und beherbergt eine bemalte Madonnenstatue aus dem 15. Jahrhundert sowie weitere Statuen aus dem 17. Jahrhundert. Im Tal des Ruisseau d'Origer befindet sich die Kapelle Saint-Léger, die ursprünglich aus dem 7. Jahrhundert stammt, im 19. Jahrhundert jedoch neu erbaut wurde. Zu den weiteren Sehenswürdigkeiten zählen ein Wegkreuz aus dem 17. Jahrhundert, der im 18. Jahrhundert restaurierte Herrschaftssitz auf der Höhe westlich des Dorfes sowie ein Brunnen mit Pavillon (19. Jahrhundert).

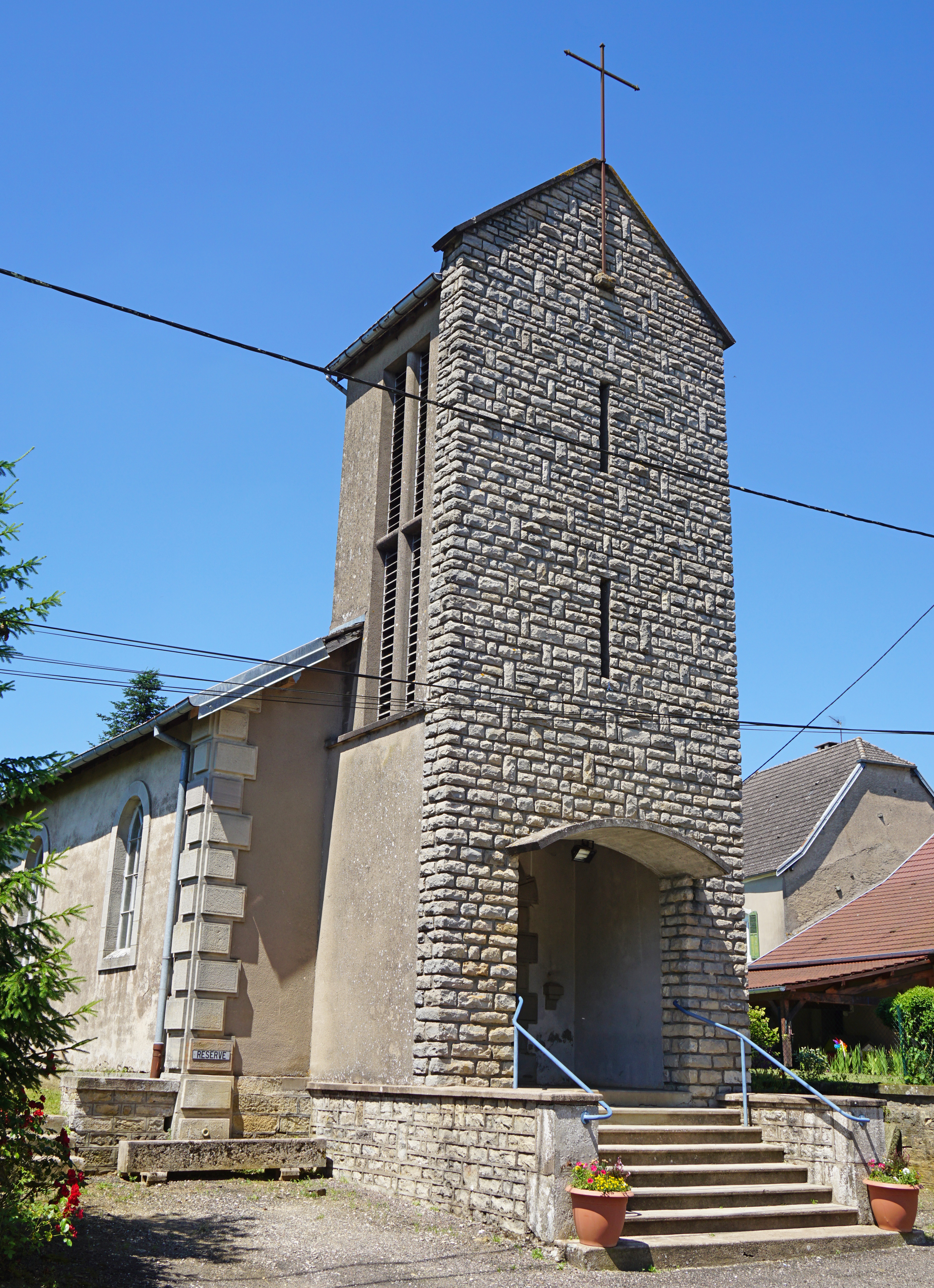
Kirche Saint-Léger
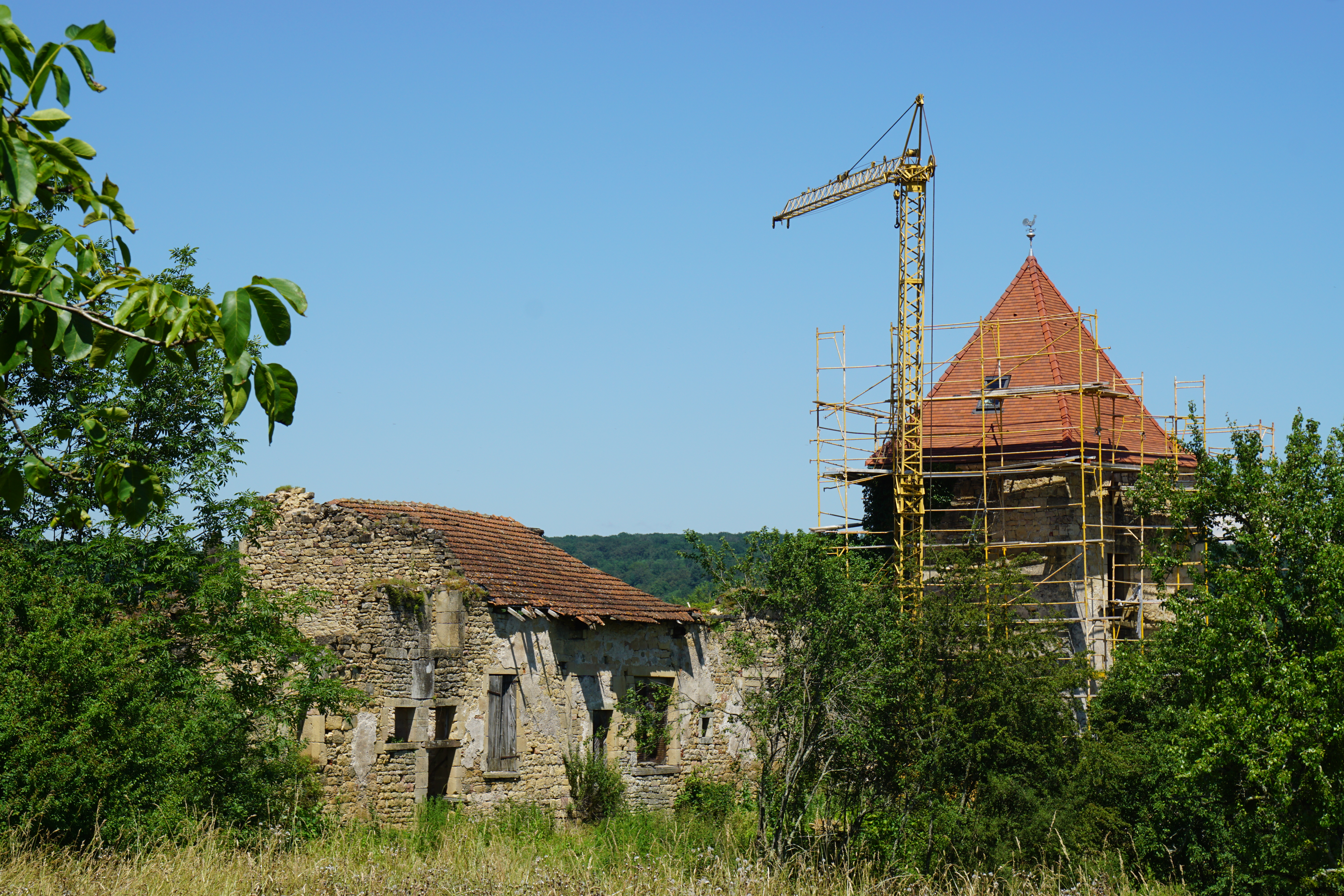
Ruinen des Schlosses
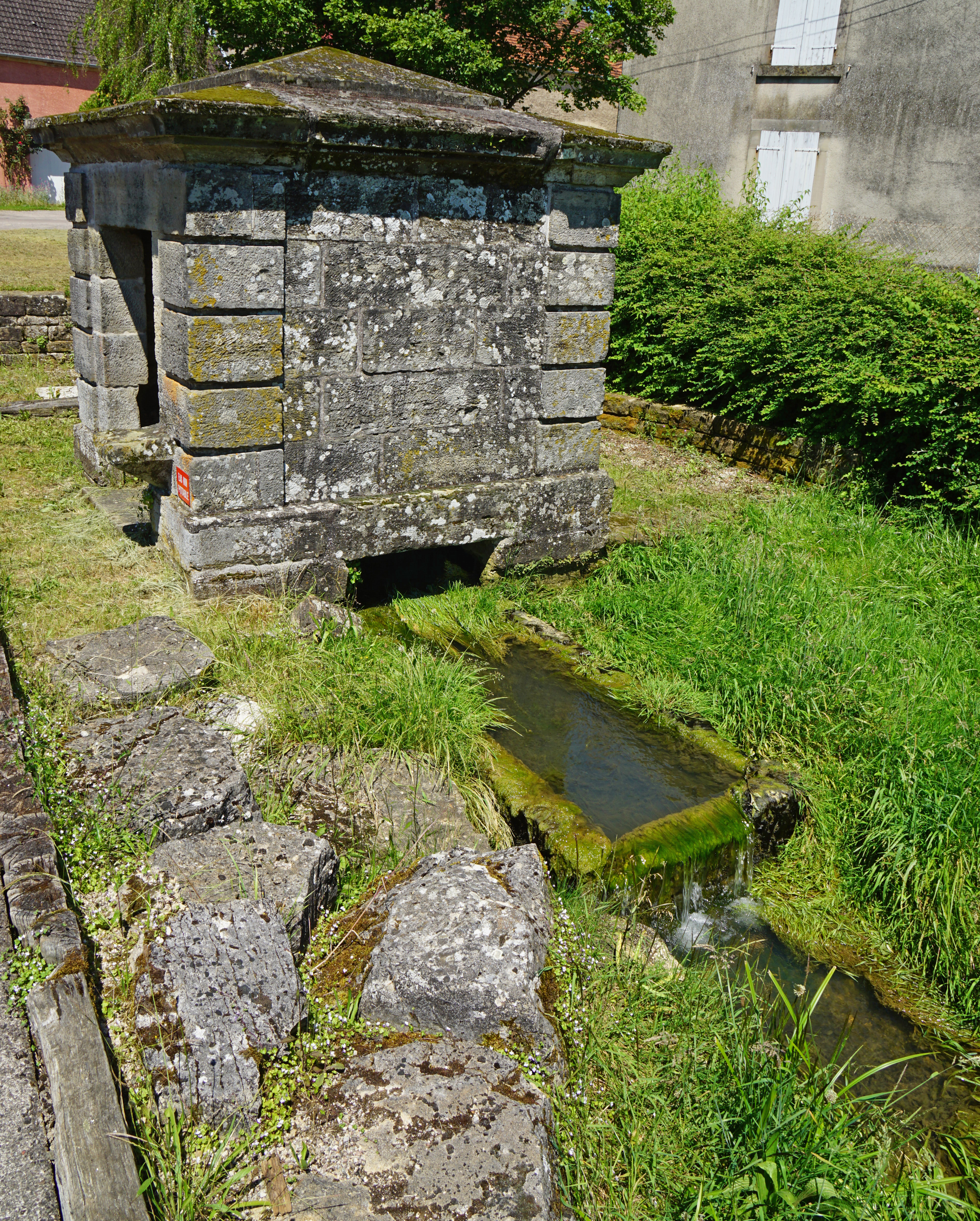
Brunnen
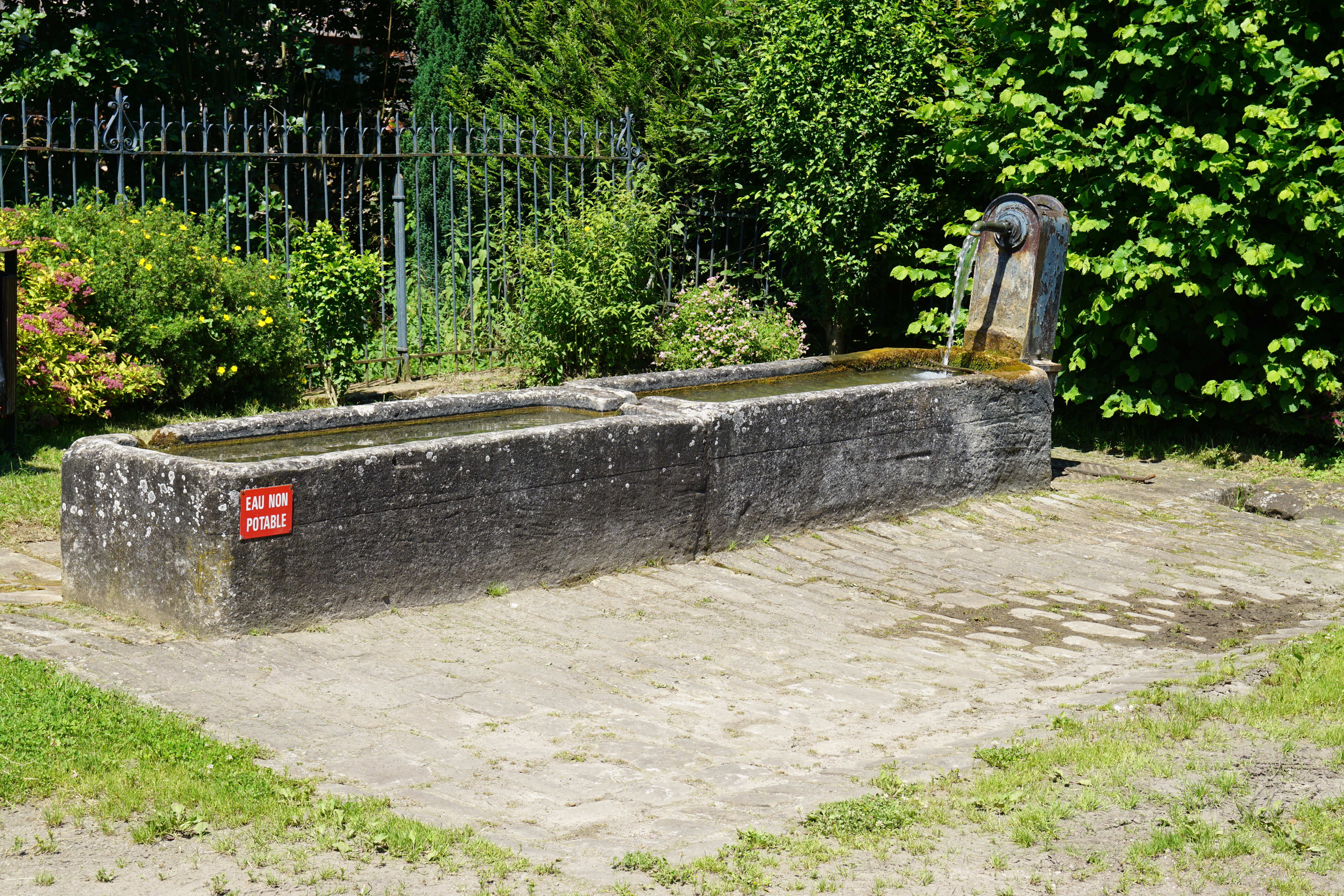
Brunnen
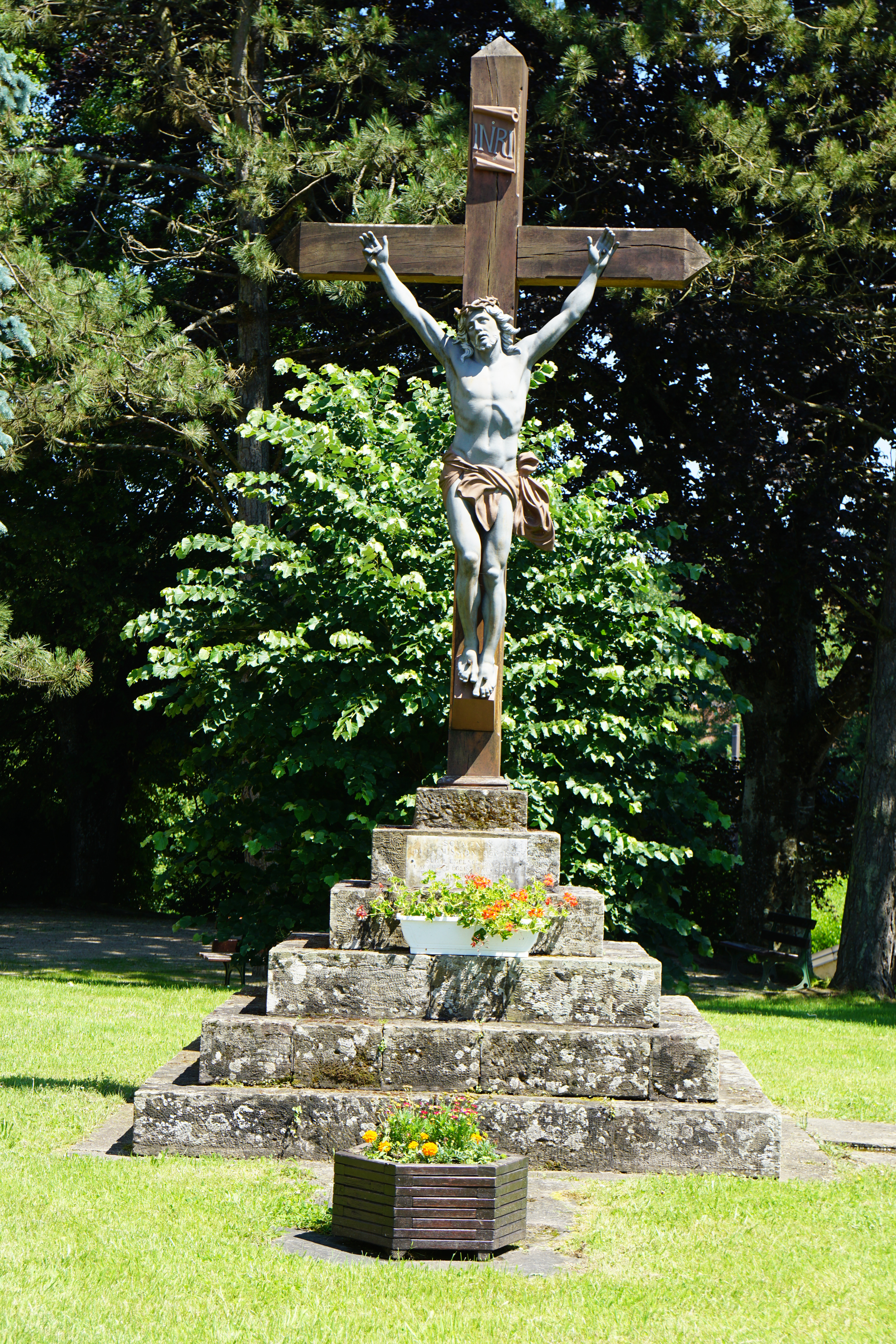
Calvaire
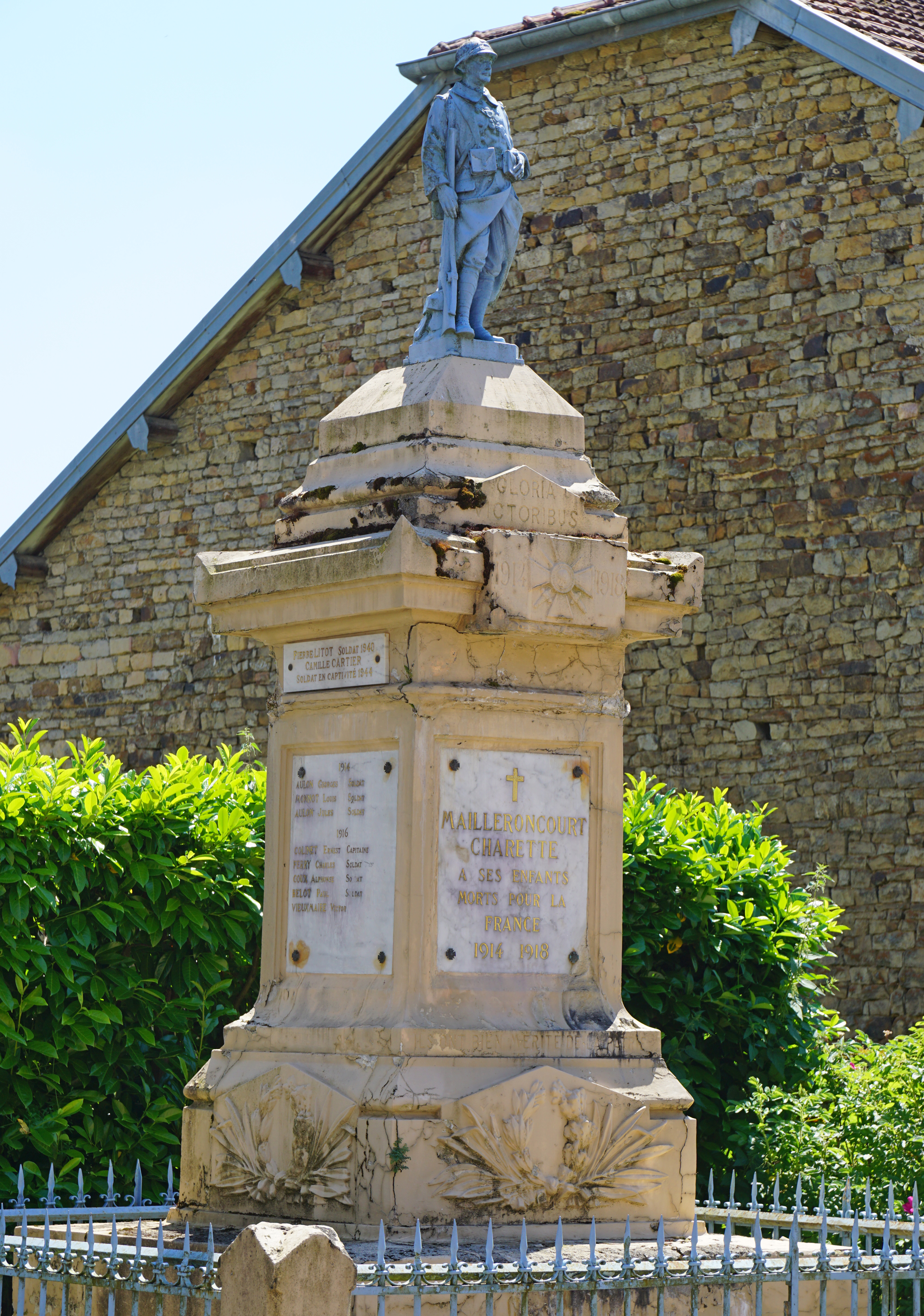
Kriegerdenkmal
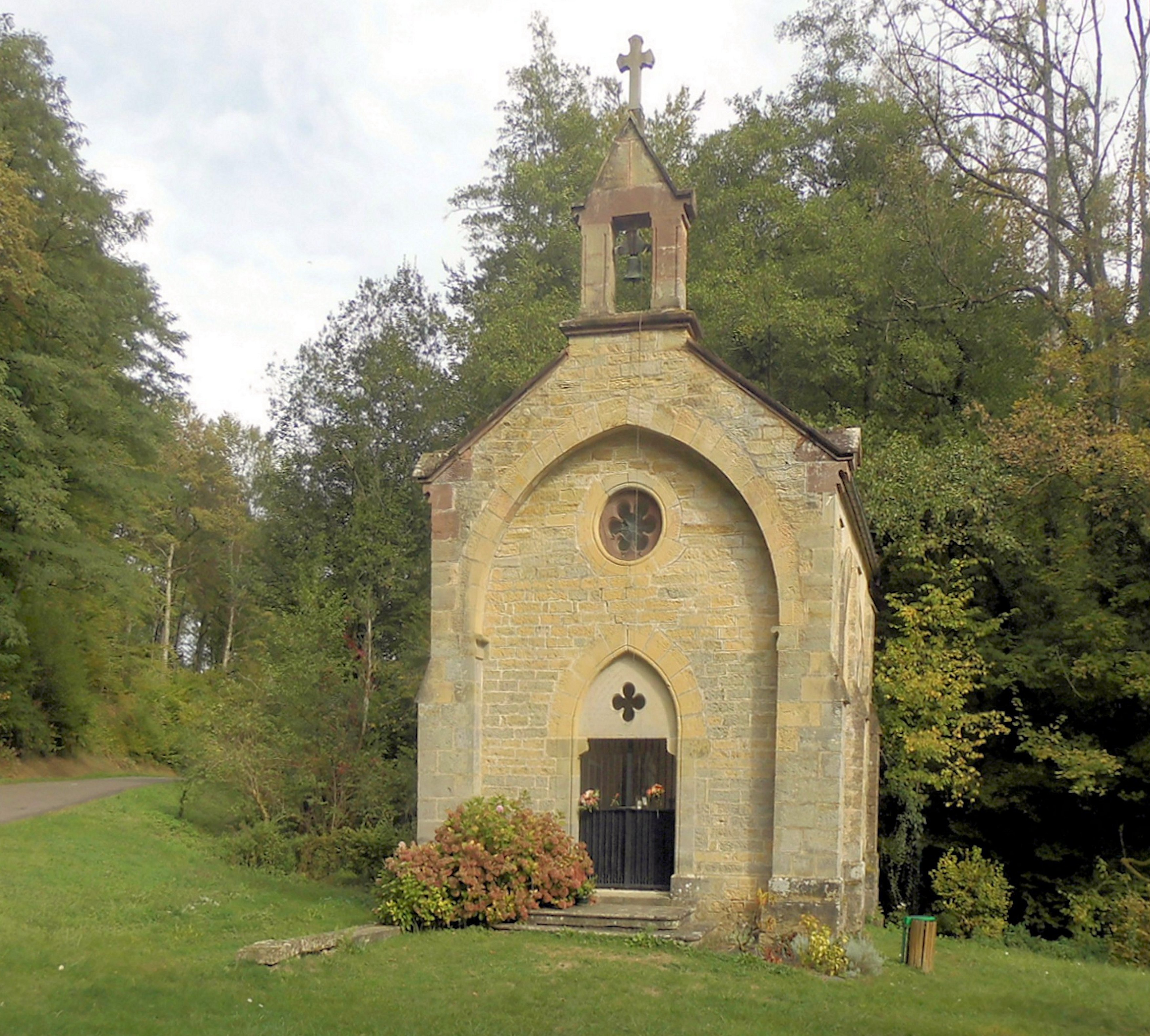
Kapelle Saint-Léger
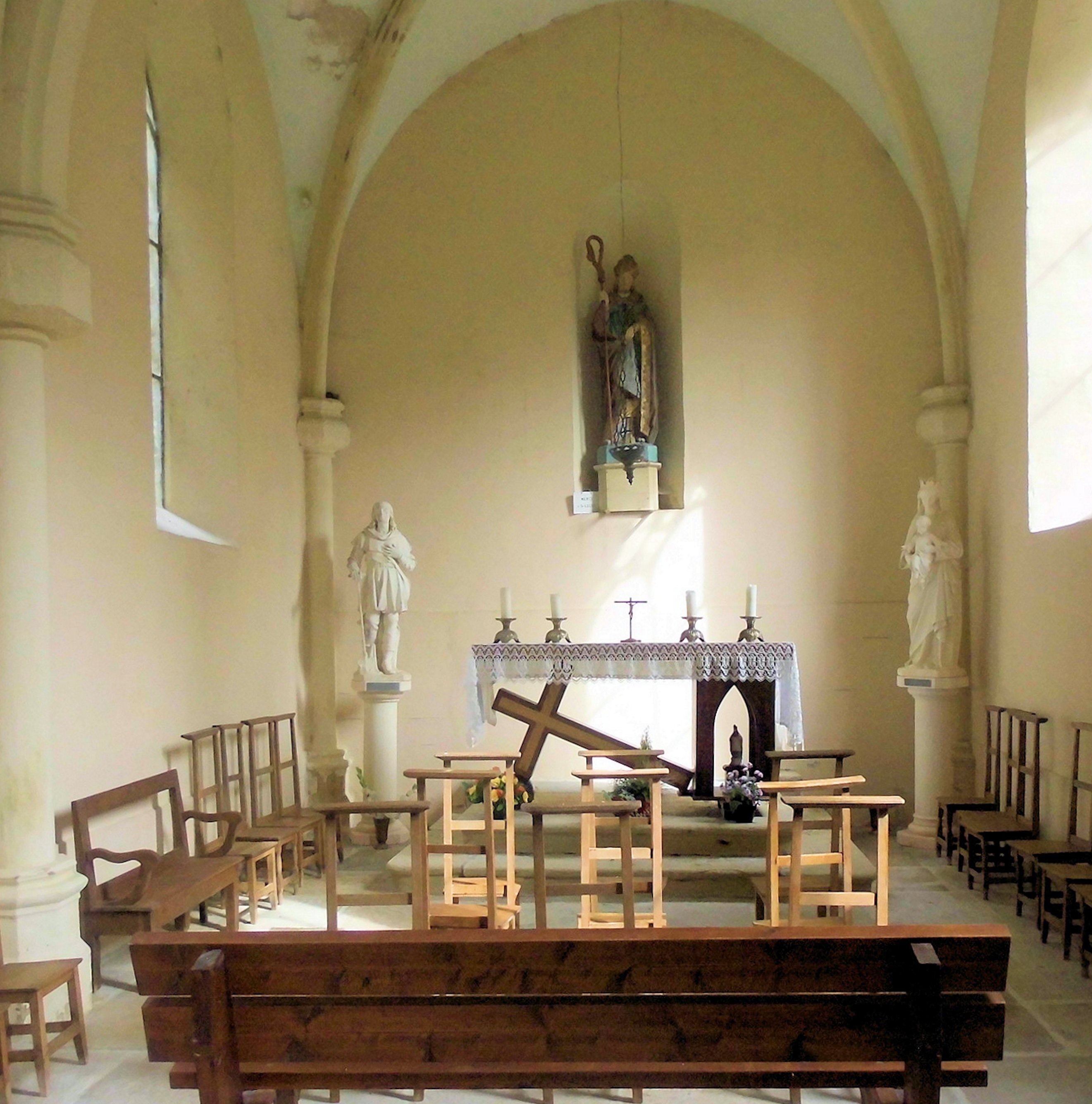
Innenansicht der Kapelle

## Bevölkerung
| Jahr                       | 1962 | 1968 | 1975 | 1982 | 1990 | 1999 | 2006 |
| Einwohner                  | 323  | 309  | 302  | 321  | 272  | 277  | 298  |
| Quellen: Cassini und INSEE |      |      |      |      |      |      |      |

Mit 279 Einwohnern (1. Januar 2022) gehört Mailleroncourt-Charette zu den kleinen Gemeinden des Département Haute-Saône. Nachdem die Einwohnerzahl in der ersten Hälfte des 20. Jahrhunderts deutlich abgenommen hatte (1881 wurden noch 660 Personen gezählt), wurden seit Beginn der 1970er Jahre nur noch relativ geringe Schwankungen verzeichnet.

## Wirtschaft und Infrastruktur
Mailleroncourt-Charette war bis weit ins 20. Jahrhundert hinein ein vorwiegend durch die Landwirtschaft (Ackerbau, Obstbau und Viehzucht) und die Forstwirtschaft geprägtes Dorf. Die Wasserkraft der Bäche wurde früher für den Betrieb mehrerer Mühlen genutzt. Heute gibt es einige Betriebe des lokalen Kleingewerbes. In den letzten Jahrzehnten hat sich das Dorf zu einer Wohngemeinde gewandelt. Viele Erwerbstätige sind deshalb Wegpendler, die in den größeren Ortschaften der Umgebung und in der Agglomeration Vesoul ihrer Arbeit nachgehen.
Die Ortschaft liegt abseits der größeren Durchgangsachsen an einer Departementsstraße, die von Saulx nach Conflans-sur-Lanterne führt. Weitere Straßenverbindungen bestehen mit La Villeneuve, Vilory, Villers-lès-Luxeuil und Servigney.